# Bellucia pentamera
Bellucia pentamera är en tvåhjärtbladig växtart som beskrevs av Charles Victor Naudin. Bellucia pentamera ingår i släktet Bellucia och familjen Melastomataceae.
Artens utbredningsområde är Peru. Inga underarter finns listade i Catalogue of Life.